# Stemodia pratensis
Stemodia pratensis är en grobladsväxtart som först beskrevs av Jean Baptiste Christophe Fusée Aublet, och fick sitt nu gällande namn av Billie Lee Turner. Stemodia pratensis ingår i släktet Stemodia och familjen grobladsväxter. Inga underarter finns listade i Catalogue of Life.